# Церковь Лас-Лахас
Церковь Лас-Лахас (исп. El Santuario de la Virgen del Rosario de Las Lajas en Ipiales) — базилика, расположенная в 7 км от города Ипиалес в департаменте Нариньо (Колумбия), недалеко от границы с Эквадором, в каньоне реки Гуайтара. Один из самых посещаемых храмов Колумбии. Неоготический собор построен непосредственно на мосту.
На месте, вблизи которого ныне сооружена церковь, согласно легенде находилась пещера, пользовавшаяся у местных жителей недоброй славой и которую обходили стороной, но однажды в 1754 году здесь произошло чудо явления Богородицы бедной индейской женщине по имени Мария Муэсес и её глухонемой дочери Розе. Богоматерь не только исцелила девочку, но и вернула её к жизни, когда та неожиданно заболела и умерла.
На каменной стене появилось нерукотворное изображение женщины с младенцем на руках. После того, как абсолютно глухонемая девочка сообщила весть о появлении на скале лика Богородицы на внятном испанском языке, икона была признана исцеляющей. С тех пор в чудотворную пещеру стали стекаться паломники из Колумбии и Эквадора. Люди приезжают в каньон реки Гуайтары только ради наскальной иконы Senora de las Lajas, скрывающейся за красивыми стенами храма.
Около 1794 года возле пещеры построили первую скромную часовню, куда приносили свечи и цветы в дар Богородице.
Между 1796 и 1853 году здесь соорудили второй, а затем и третий храм, но большое количество паломников, которые приходили сюда на поклонение, вместить они не могли. В 1916 году на пожертвования прихожан началось строительство четвёртого по счёту храма, напоминающего замок-крепость в неоготическом стиле. Возникла идея объединить 30-метровым арочным мостом обе стороны глубокого ущелья. Сооружение храма продолжалось до августа 1948 года.
Главная реликвия собора Лас-Лахас — икона на камне — алтарный образ, привлекает и сегодня огромное количество верующих. Наскальный рисунок никогда не реставрировали, однако он поражает яркостью красочного слоя, якобы пропитывающего камень на глубину более метра.
За более чем 250 лет список исцеляемых чудотворной иконой болезней расширился: теперь исцеляются все — от наркозависимых до неверных супругов. О полном списке излечиваемых недугов можно узнать по каменным табличкам с благодарностями, которые тысячами лежат вокруг собора Лас-Лахас.
В настоящее время заботы о храме несут две францисканских общины, одна — колумбийская, другая — эквадорская. Таким образом, собор Лас-Лахас стал залогом мира и союза между двумя южноамериканскими народами.